# Black Star (духи)
Black Star (рус. Чёрная звезда) — торговая марка парфюмерной продукции, выпущенная канадской певицей и автором песен Аврил Лавин. Помимо духов, в линию продукции входят гель для душа, лосьон для тела и дезодорант.

## Производство
Анонс выпуска Black Star был опубликован на официальном сайте Аврил Лавин 7 марта 2009 года.
Black Star состоит из следующих парфюмерных нот:
- Верхние ноты: груша, гибискус.
- Ноты сердца: слива.
- Базовые ноты: тёмный шоколад[3].

Как и марка одежды Аврил Лавин Abbey Dawn, в США Black Star вышел в продажу эксклюзивно только в сети магазинов Kohl'sб а также в Канаде и Австралии.
Помимо обычной дистрибуции, в продажу вышли также различные подарочные наборы

## Рекламная кампания
Аврил Лавин написала песню специально для рекламной кампании Black Star. изначально это была короткая рекламная тема, но затем песня превратилась, согласно отзыву журнала Rolling Stone в «одну из самых амбициозных песен Лавин, легкой колыбельной, которая становится грандиозной с фортепиано и парящими струнами в духе Coldplay». Позже Лавин объявила, что рассматривает выпуск песни в качестве сингла.
Режиссёром рекламного ролика стал Билли Вудрофф. В нём Аврил Лавин находится внутри флакона Black Star в розовой туманной дымке. Она замечает плывущую в воздухе чёрную звезду, хватает её, и звезда превращается в духи Black Star. Аврил Лавин душится ими и затем бросает флакон в камеру.

## Критические отзывы
Критики по-разному отреагировали на Black Star. Now Smell This заявил, что аромат «находится на грани, но, тем не менее, он успешно отражает образ Аврил Лавин». ShopGala считает, что это «отличный подарок для молодой девушки или фанатки Аврил». TeenToday писал, что с этим запахом «панк-образ Аврил Лавин становится более женственным». Дейв Лэки (редактор журнала Cosmetics) писал, что «Black Star многообещающе раскрывается взрывом персика, но быстро выдыхается, оставляя сладкие цветочные ноты, отдающие синтетикой». Натали Аткинсон из National Post отметила, что аромат достаточно растиражированный и неоригинальный, но подойдёт для подростков.

## Награды и премии
В мае 2010 Аврил Лавин объявила на своём официальном сайте, что Black Star номинированы на парфюмерную премию FiFi в номинации «Аромат года — Женский популярный аромат».
В тот же месяц Black Star получил премию «Лучший аромат» от Cosmetic Executive Women.
| Год  | Премия                                       | Номинация                               | Результат |
| ---- | -------------------------------------------- | --------------------------------------- | --------- |
| 2010 | CEW (Cosmetic Executive Women) Beauty Awards | Лучший аромат                           | Победа    |
| 2010 | FiFi Awards                                  | Аромат года — Женский популярный аромат | Номинация |